# Johann Friedrich von Schulte

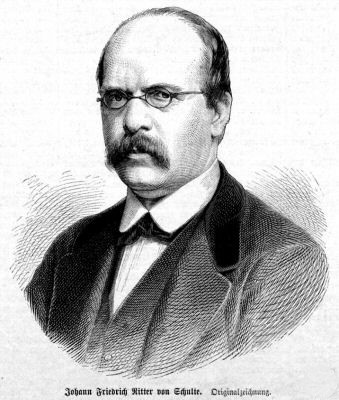
Johann Friedrich von Schulte.

Johann Friedrich von Schulte, född den 23 april 1827 i Winterberg (Westfalen), död den 19 december 1915 i Obermais (Meran), var en tysk teolog och kanonist.
Schulte, som blev professor 1854 i Prag och därefter 1872-1906 var det i Bonn, var motståndare till ofelbarhetsdogmen 1869-1870, ledde gammalkatolikernas kongresser 1871-1876 och var från 1874 närmast efter biskopen deras ordförande. 
Åren 1874-1879 var han riksdagsman och tillhörde nationalliberala partiet. Han adlades 1868. Schulte utgav en mängd arbeten inom sitt fack, Der Altkatholizismus (1887), Lebenserinnerungen (3 band, 1908-1909) med mera.